# Talsperre Fláje
Die Talsperre Fláje (tschechisch Údolní nádrž Fláje) befindet sich im tschechischen Teil des Erzgebirges bei Český Jiřetín („Georgendorf“) und staut die Flöha (tschechisch Flájský potok) in ihrem Oberlauf.
Die einzige Pfeilerstaumauer Tschechiens wurde 1963 fertiggestellt. Die Talsperre wird als Trinkwasserreservoir für den Bezirk Most genutzt. Die Staumauer ist 56 m hoch und 416 m (mit „Dammkrone“ (Kronenaufbau?) 459 m) lang. Der Stausee der Fláje-Talsperre nimmt eine Fläche von 153 ha ein. Gestaut wird das Wasser aus einem Einzugsgebiet von ca. 43 km².
Zwei größere und eine kleine Wasserkraftanlage mit Leistungen von 2 mal 4 MW und 16 kW nutzen das Talsperrenwasser, um Strom zu erzeugen.
Das abfließende Wasser wird in der unterhalb gelegenen Talsperre Rauschenbach noch einmal aufgestaut.
Beim Bau der Talsperre wurde der Ort Fláje („Fleyh“) überflutet und die im Wassereinzugsgebiet befindlichen Dörfer Vilejšov, Oldříš, Mackov und Pastviny aufgelassen. Im Staubereich liegt auch der frühere Abzweig eines alten Floßgrabens von der Flöha, der hier trocken liegt, nach einigen Kilometern sächsisches Gebiet erreicht und nach Clausnitz abfließt.
Wegen der Nutzung als Trinkwasserreservoir ist eine Nutzung zu Erholungszwecken ausgeschlossen. Das Betreten der Uferbereiche des Stausees ist verboten.

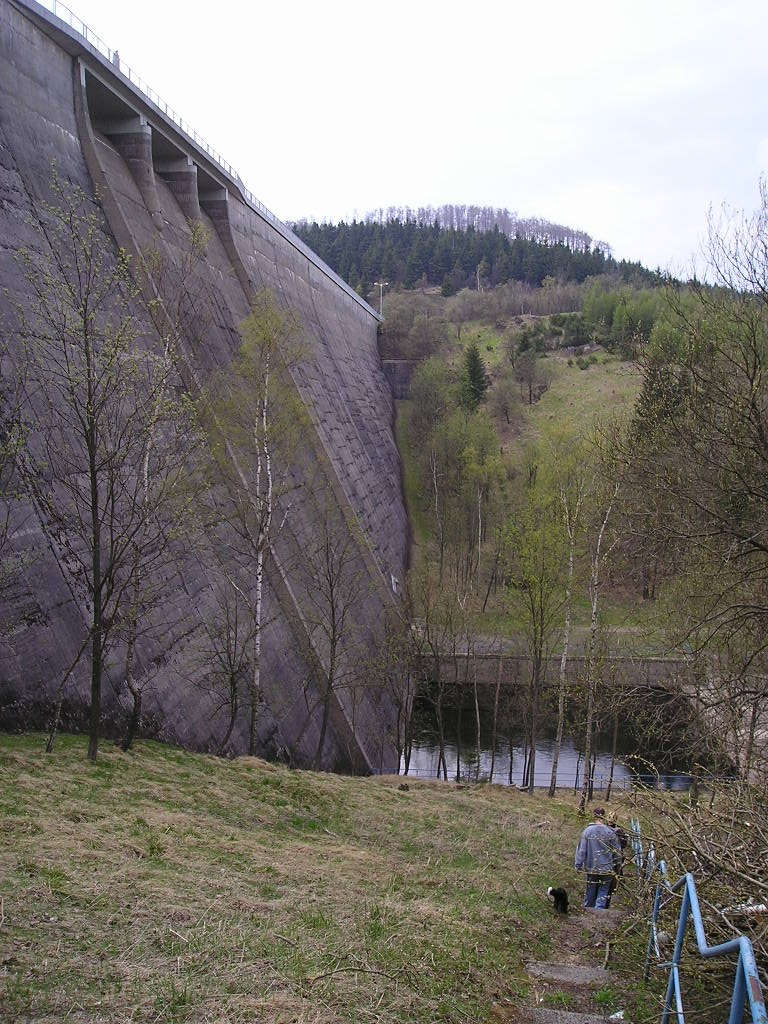
Staumauer